# Mountainbike-Marathon-Weltmeisterschaften 2005
Die Mountainbike-Marathon-Weltmeisterschaften 2005 fanden am 20. August im Rahmen des Birkebeinerrittet-Marathons in Lillehammer statt. Der Marathon führte über eine weitestgehend technisch anspruchslose Strecke, so dass der Rennverlauf dem eines Straßenrennens ähnelte. Es nahmen viele Cross-Country-Spezialisten teil, die auch erfolgreich waren.

## Männer
| Platz | Land | Athlet              | Zeit         |
| ----- | ---- | ------------------- | ------------ |
| 1     | SUI  | Thomas Frischknecht | 3:52:01 Std. |
| 2     | NED  | Bart Brentjens      | + 1:43 min   |
| 3     | ITA  | Dario Acquaroli     | + 2:50 min   |
| 4     | DEN  | Peter Riis Andersen | + 5:42 min   |
| 5     | SUI  | Ralph Näf           | + 5:58 min   |
| 6     | GER  | Karl Platt          | + 6:05 min   |
| 7     | ITA  | Marco Bui           | + 6:34 min   |
| 8     | FRA  | Thomas Dietsch      | + 6:47 min   |

Datum: 20. August 2005

Länge: 116 km
Insgesamt konnten sich 128 Fahrer klassieren. Der Deutsche Karl Platt setzte sich bereits früh vom Feld ab und fuhr dann später lange Zeit mit den drei Erstplatzierten in einer Spitzengruppe. Nach einem Defekt fiel er zurück und wurde mit einer Zeit von 3:58:06 Std. als bester Deutscher auf Rang sechs ins Ziel. Bester Österreicher wurde Martin Kraler als 18. mit einem Rückstand von 10:07 Minuten.

## Frauen
| Platz | Land | Athletin         | Zeit         |
| ----- | ---- | ---------------- | ------------ |
| 1     | NOR  | Gunn-Rita Dahle  | 4:05:18 Std. |
| 2     | SLO  | Blaža Klemenčič  | + 1:43 min   |
| 3     | SUI  | Petra Henzi      | + 2:25 min   |
| 4     | SWE  | Anna Enocsson    | + 2:46 min   |
| 5     | FIN  | Pia Sundstedt    | + 4:15 min   |
| 6     | SUI  | Daniela Louis    | + 7:40 min   |
| 7     | SUI  | Esther Süss      | + 10:56 min  |
| 8     | RUS  | Irina Kalentieva | + 10:57 min  |

Datum: 20. August 2005

Länge: 116 km
Insgesamt konnten sich 37 Fahrerinnen klassieren. Beste Österreicherin wurde Martina Deubler als 9. mit einem Rückstand von 11:03 Minuten und beste Deutsche wurde Ivonne Kraft als 18. mit einem Rückstand von 21:59 Minuten.